# Тичек
Тичек (пол. Tyczek) — село в Польщі, у гміні Лисе Остроленцького повіту Мазовецького воєводства.
Населення — 125 осіб (2011).
У 1975-1998 роках село належало до Остроленцького воєводства.

## Демографія
Демографічна структура станом на 31 березня 2011 року:
|          | Загалом | Допрацездатний вік | Працездатний вік | Постпрацездатний вік |
| -------- | ------- | ------------------ | ---------------- | -------------------- |
| Чоловіки | 63      | 16                 | 39               | 8                    |
| Жінки    | 62      | 14                 | 34               | 14                   |
| Разом    | 125     | 30                 | 73               | 22                   |